# 崔挺
崔挺（445年—503年），字双根，博陵郡安平县（今河北省衡水市安平县）人，出自博陵崔氏的博陵第二房，北魏濮阳郡太守崔郁之子，北魏官员。

## 生平
崔挺六世祖崔赞是曹魏尚书仆射，五世祖崔洪是西晋吏部尚书，父亲崔郁是濮阳郡太守。
崔挺幼年守丧时完全符合礼仪，年少注重学业，所阅览研究的书很多，推重他人敬爱文士，士人平民都亲近他。崔挺每逢节令都与同乡父老相互以书信问候，文辞美好情意诚恳，得到书信的人以此为荣。崔挺家五代同居，家门中相互礼让。此后因为频繁遭遇荒年，才开始分家，崔挺与弟弟崔振退让田宅和资产，只留下墓田，家中空有墙壁四立，兄弟和顺愉快，手不释卷。当时谷价昂贵，乡邻中有余粮的送粮给崔挺，崔挺辞让后才收下，随之分发给贫困的人，不做积蓄的事，因此乡邻更加钦佩赞美他。
崔挺后被举荐为秀才，策试被评定为高等，被授任中书博士，转任中书侍郎。崔挺因为精于书法，受敕令在长安书写文明太后父亲燕宣王冯朗的碑，获赐爵泰昌子，转任登闻县县令，升任典属国下大夫。崔挺以参与议定律令，获赐布帛八百匹、谷八百石、两匹马、两头牛。尚书李冲非常看重崔挺，魏孝文帝元宏娶崔挺的女儿为嫔。太和十八年（494年），大将军、宋王刘昶南下镇守彭城，朝廷诏令崔挺署理立义将军，担任刘昶府长史，崔挺以生病辞让，于是以王肃担任长史，崔挺就是这样受器重。
崔挺后被授任昭武将军、光州刺史，威信恩惠都很显著，纯正的风气在州中流行。太和十九年（495年），魏孝文帝巡视兖州，召崔挺到驻地，见到崔挺后，招待亲切优厚，又问崔挺治理边境的方略，谈及文章写作。魏孝文帝非常高兴，对崔挺说：“与你分别以来，匆匆过了两年，我所写文章已经编成一集，现在当给你副本，有时间可以观看。”魏孝文帝又回头对侍臣说：“拥有旄节的官员都像崔挺这样，我有什么忧愁呢。”崔挺回到光州。等到散骑常侍张彝兼任侍中巡视风俗，见到崔挺政绩美善，对崔挺说：“张彝受到使命巡视地方，采访民谣风俗审查刑讼吏治，进入光州观察政绩，真是有愧于清使之名。”光州的治所原在掖城，西北数里有座斧山，峰高岭峻，北临沧海，南望泰山，是一州中游玩观赏的胜地。崔挺想在山顶上建造庙宇，年高广识的人说：“此山岭在夏秋之际常有暴雨疾风，岩石崩落，历代相传是龙行走的道路，恐怕庙宇不能久存。”崔挺说：“人与神的距离有多远？虬龙往来迅疾，难道只有一条路？”于是在山顶营建庙宇。数年间，果然没有异常的风雨。崔挺离职后，庙宇就被大雨冰雹毁坏，此后重建，不久又被毁坏，终于不能修复。众人认为是神被崔挺的善政感动。
当时北魏因为犯罪被发配边镇的有许多人逃亡，于是订立严厉的法规，一人犯罪逃亡，全家都发配服役。崔挺上书，认为《逸周书》说父子之间有罪不相牵连。天下善人少，恶人多，因为一人犯罪而全家发配服役。司马牛受桓魋应受的惩罚，柳下惠被加以盗跖应得的诛戮，难道不悲哀吗！崔挺的言辞非常典雅恳切，魏孝文帝采纳了他的意见。光州境内先前少铁，铁器都要从别的州求购，崔挺上表请求恢复铁官，公私都有便利。各州的中正官，职责在于评论士人，魏孝文帝将要辨别天下氏族的高低，于是就访求确定中正官，以崔挺遥领本州大中正。
掖县有一人年过九十，由人抬着拜访州城，自称年少时曾充任使者访问林邑，得到一块美玉，一尺四寸见方，很有光彩，藏在海岛，将近六十年了。欣逢贤明治世，现在愿奉送给刺史。崔挺说：“我虽然德行不及古人，但还不到以玉为宝的地步。”崔挺派遣船只随老人去取玉，果然光润异常，终于不肯接受，上表将玉送到京城。魏宣武帝元恪即位后，崔挺屡次上表请求回京城。景明初年，崔挺离职，光州老幼哭泣追随，赠送缣帛赠送，崔挺都没有接受。
散骑常侍赵脩受到魏宣武帝宠信，崔挺虽然与赵脩是同乡，从未登门拜访。北海王元详担任司徒、录尚书事，任命崔挺为司徒司马，崔挺坚决推辞，没有获准。世人都叹息委屈了他，崔挺平静对待此事。此后元详掌管考核任用官吏，众人竞相自夸考核等级，以求得升迁叙用，只有崔挺始终没有说话，元详说：“崔光州考核后品级没有得到升迁，你应该自投一文牒，为自己申请。蘧伯玉以独为君子为耻，你又为何要默然独为君子？”崔挺回答说：“官品阶级是朝廷重要制度，考课官吏是国家的常典。下官虽然惭愧没有古人不自傲的美德，至于自我炫耀求升迁，私下认为可耻。”元详大加赞叹称美。崔挺自从担任司徒司马，元详从未称呼他的名字，常常称呼光州州号，以显示对崔挺的优待尊敬。景明四年（503年），崔挺去世，虚岁五十九。当年冬天，朝廷赠予崔挺辅国将军、幽州刺史，谥号景。光州的旧部听说崔挺去世的消息，无不悲痛伤感，共同铸造八尺铜像放置于光州城东广因寺，发起八关斋，为崔挺追奉冥福，崔挺的遗爱就是如此。
当初，崔光身在贫贱，崔挺送给他衣食赡养，经常亲切致敬。崔挺又赏识童年时的邢峦、宋弁，并说他们终究会有远大前程，世人称崔挺识别人才。崔挺任官二十多年，家庭资产没有增加，食物没有多种菜肴，家庭之内一派和谐。旧友故交多赠送钱财物品助丧，崔挺的六个儿子遵守父亲一贯的作风，一无所受。

## 家族

### 兄弟
- 崔振，北魏龙骧将军、河东郡太守

### 子女
- 崔氏，嫁北魏左光禄大夫、散骑常侍、骠骑大将军魏子建[16][17][18]
- 崔孝芬，北魏车骑大将军、左光祿大夫、仪同三司、殿中吏部二尚书、泰昌子
- 崔孝暐，北魏征虏将军、赵郡太守，諡號簡。
- 崔孝演，北魏瀛州安西府外兵参军
- 崔孝直，北魏卫将军、右光禄大夫
- 崔孝政，北魏太尉汝南王元悦行参军
- 崔嫔，魏孝文帝妃嫔

## 延伸阅读
[在维基数据编辑]
 《魏書·卷57》，出自魏收《魏书》
 《北史·卷032》，出自李延壽《北史》